# Nina Balditjova
Nina Viktorovna Balditjova, född Fjodorova (ryska: Нина Виктововна Балдычева (ФёДорова)) den 18 juli 1947 i Pskov, död 27 januari 2019 i Sankt Petersburg, var en rysk längdskidåkare som tävlade för Sovjetunionen under 1970- och 1980-talen. Hennes största meriter är tre guldmedaljer i stafett vid internationella mästerskap.